# 5e Amerikaans Congres
Het 5de Amerikaans Congres was het vijfde Congres van de Amerikaanse federale overheid en bestond uit de Amerikaanse Senaat en het Huis van Afgevaardigden. Het congres kwam bij een van 4 maart 1797 tot en met 3 maart 1799 in de Congress Hall in Philadelphia. Tijdens de eerste twee jaren van de ambtstermijn van president John Adams

## Data van sessies
4 maart 1797 - 3 maart 1799
- speciale sessie van de Senaat: 4 maart 1797
- 1ste sessie: 15 mei 1797 - 10 juli 1797
- 2de sessie: 13 november 1797 - 16 juli 1797
- speciale sessie van de Senaat: 17 juli 1797 - 19 juli 1797
- 3de sessie: 3 december 1798 - 3 maart 1799

## Belangrijke gebeurtenissen
- 4 maart 1797 – John Adams en Thomas Jefferson werden President en Vice President van de Verenigde Staten
- 30 april 1798 - het United States Department of the Navy werd opgericht

## Leden van deAmerikaanse Senaat
- (F): Federalisten
- (DR): Democratisch-Republikeinen

#### Connecticut
- James Hillhouse (F)
- Uriah Tracy (F)

#### Delaware
- John Vining (F), tot 19 januari 1798
Joshua Clayton (F), van 19 januari 1798 tot 11 augustus 1798
William H. Wells (F),van 17 januari 1798- einde
- Henry Latimer (F)

#### Georgia
- James Gunn (F)
- Josiah Tattnall (DR)

#### Kentucky
- John Brown (DR)
- Humphrey Marshall (F)

#### Maryland
- John Henry (F), tot 10 december 1797
James Lloyd (F), van 11 december 1797-einde
- John Eager Howard (F)

#### Massachusetts
- Benjamin Goodhue (F)
- Theodore Sedgwick (F)

#### New Hampshire
- John Langdon (DR)
- Samuel Livermore (F)

#### New Jersey
- John Rutherfurd (F)
Franklin Davenport (F)
- Richard Stockton (F)

#### New York
- John Laurance (F)
- Philip John Schuyler (F)
John Sloss Hobart (F)
William North (F)
James Watson (F)

#### North Carolina
- Alexander Martin (DR)
- Timothy Bloodworth (DR)

#### Pennsylvania
- James Ross (F)
- William Bingham (F)

#### Rhode Island
- Theodore Foster (F)
- William Bradford (F)
Ray Greene (F)

#### South Carolina
- Jacob Read (F)
John Hunter (DR)
Charles Pinckney (DR)

#### Tennessee
- William Blount (DR)
Joseph Anderson (DR)
- William Cocke (DR)
Andrew Jackson (DR)
Daniel Smith (DR)

#### Vermont
- Elijah Paine (F)
- Isaac Tichenor (F)
Nathaniel Chipman (F)

#### Virginia
- Henry Tazewell (DR)
- Stevens T. Mason (DR)

## Leden van hetHuis van Afgevaardigden
- (F): Federalisten
- (DR): Democratisch-Republikeinen

#### Connecticut
- John Allen (F)
- Joshua Coit (F), tot 5 september 1798
Jonathan Brace (F), van 3 december 1798-einde
- Samuel W. Dana (F)
- James Davenport (F), tot 3 augustus 1797
William Edmond (F), van 13 november 1797-einde
- Chauncey Goodrich (F)
- Roger Griswold (F)
- Nathaniel Smith (F)

#### Delaware
- James A. Bayard (F)

#### Georgia
- Abraham Baldwin (DR)
- John Milledge (DR)

#### Kentucky
- Thomas T. Davis (DR)
- John Fowler (DR)

#### Maryland
- George Dent (F)
- Richard Sprigg, Jr. (DR)
- William Craik (F)
- George Baer, Jr. (F)
- Samuel Smith (DR)
- William Matthews (F)
- William Hindman (F)
- John Dennis (F)

#### Massachusetts
- Thomson J. Skinner (DR)
- William Shepard (F)
- Samuel Lyman (F)
- Dwight Foster (F)
- Nathaniel Freeman, Jr. (DR)
- John Reed, Sr. (F)
- Stephen Bullock (F)
- Harrison Gray Otis (F)
- Joseph Bradley Varnum (DR)
- Samuel Sewall (F)
- Theophilus Bradbury (F), tot 24 juli 1797
Bailey Bartlett (F), van 27 november 1797-einde
- Isaac Parker (F)
- Peleg Wadsworth (F)
- George Thatcher (F)

#### New Hampshire
- Abiel Foster (F)
- Jonathan Freeman (F)
- William Gordon (F)
- Jeremiah Smith (F), tot 26 juli 1797
Peleg Sprague (F), van 15 december 1797-einde

#### New Jersey
- Jonathan Dayton (F)
- James H. Imlay (F)
- James Schureman (F)
- Thomas Sinnickson (F)
- Mark Thomson (F)

#### New York
- Edward Livingston (DR)
- Jonathan N. Havens (DR)
- Philip Van Cortlandt (DR)
- Lucas C. Elmendorf (DR)
- David Brooks (F)
- Hezekiah L. Hosmer (F)
- John E. Van Alen (F)
- Henry Glen (F)
- John Williams (F)
- James Cochran (F)

#### North Carolina
- Joseph McDowell (DR)
- Matthew Locke (DR)
- Robert Williams (DR)
- Richard Stanford (DR)
- Nathaniel Macon (DR)
- James Gillespie (DR)
- William Barry Grove (F)
- Dempsey Burges (DR)
- Thomas Blount (DR)
- Nathan Bryan (DR), tot 4 juni 1798
Richard Dobbs Spaight (DR), van 10 december 1798-einde

#### Pennsylvania
- John Swanwick (DR),tot 1 augustus 1798
Robert Waln (F), 3 december 1798-einde
- Blair McClenachan (DR)
- Richard Thomas (F)
- John Chapman (F)
- Samuel Sitgreaves (F), tot 1798
Robert Brown (DR), van 4 december 1798-einde
- George Ege (F), tot oktober 1797
Joseph Hiester (DR),van 1 december 1797-einde
- John A. Hanna (DR)
- John Wilkes Kittera (F)
- Thomas Hartley (F)
- Andrew Gregg (DR)
- David Bard (DR)
- William Findley (DR)
- Albert Gallatin (DR)

#### Rhode Island
- Christopher G. Champlin (F)
- Elisha R. Potter (F), tot 1797
Thomas Tillinghast (F), van 13 november 1797-einde

#### South Carolina
- William L. Smith (F), tot 10 juli 1797
Thomas Pinckney (F), van 23 november 1797-einde
- John Rutledge, Jr. (F)
- Lemuel Benton (DR)
- Thomas Sumter (DR)
- Robert Goodloe Harper (F)
- William Smith (DR)

#### Tennessee
- William C. C. Claiborne (DR)

#### Vermont
- Matthew Lyon (DR)
- Lewis R. Morris (F)

#### Virginia
- Daniel Morgan (F)
- David Holmes (DR)
- James Machir (F)
- Abram Trigg (DR)
- John J. Trigg (DR)
- Matthew Clay (DR)
- Abraham B. Venable (DR)
- Thomas Claiborne (DR)
- William Giles (DR), tot 2 oktober 1798
Joseph Eggleston (DR), van 3 december 1798-einde
- Carter B. Harrison (DR)
- Josiah Parker (F)
- Thomas Evans (F)
- John Clopton (DR)
- Samuel J. Cabell (DR)
- John Dawson (DR)
- Anthony New (DR)
- Richard Brent (DR)
- John Nicholas (DR)
- Walter Jones (DR)